# کورا رونگ، نیو ساوت ولز
کورا رونگ (به انگلیسی: Currarong) یک حومه شهر در استرالیا است که در نیو ساوت ولز واقع شده‌است.